# Jean-Pierre-François de Gaussen
Jean-Pierre-François de Gaussen, född 1747, död 1845, var en fransk diplomat. Han var Frankrikes sändebud i Sverige från 1789 till 1792.